# Gässjön, Ångermanland
Gässjön är en sjö i Sollefteå kommun i Ångermanland och ingår i Ångermanälvens huvudavrinningsområde. Sjön har en area på 0,0897 kvadratkilometer och ligger 246,4 meter över havet. Sjön avvattnas av vattendraget Gideån.

## Delavrinningsområde
Gässjön ingår i det delavrinningsområde (702441-153501) som SMHI kallar för Utloppet av Gässjön. Medelhöjden är 337 meter över havet och ytan är 27,59 kvadratkilometer. Det finns inga avrinningsområden uppströms utan avrinningsområdet är högsta punkten. Gideån som avvattnar avrinningsområdet har biflödesordning 3, vilket innebär att vattnet flödar genom totalt 3 vattendrag innan det når havet efter 101 kilometer. Avrinningsområdet består mestadels av skog (83 procent). Avrinningsområdet har 0,19 kvadratkilometer vattenytor vilket ger det en sjöprocent på 0,7 procent.